# 瑙西芬尼
瑙西芬尼（英語：Nausiphanes，前360年—？），提奥斯人，哲学家，曾师从皮浪。他在提奥斯创建了哲学学校，约公元前324年，伊壁鸠鲁在此师从于他。他为德谟克利特的追随者，且信奉他的“原子理论”。